# Polistomorpha sphegoides
Polistomorpha sphegoides är en stekelart som beskrevs av Walker 1862. Polistomorpha sphegoides ingår i släktet Polistomorpha och familjen Leucospidae. Inga underarter finns listade i Catalogue of Life.